# Chaumussay
Chaumussay és un municipi francès, situat al departament de l'Indre i Loira i a la regió de Centre – Vall del Loira. L'any 2007 tenia 254 habitants.

## Demografia

### Població
El 2007 la població de fet de Chaumussay era de 254 persones. Hi havia 112 famílies, de les quals 40 eren unipersonals (16 homes vivint sols i 24 dones vivint soles), 36 parelles sense fills, 24 parelles amb fills i 12 famílies monoparentals amb fills.
La població ha evolucionat segons el següent gràfic:
Habitants censats

### Habitatges
El 2007 hi havia 204 habitatges, 117 eren l'habitatge principal de la família, 63 eren segones residències i 24 estaven desocupats. 200 eren cases i 4 eren apartaments. Dels 117 habitatges principals, 103 estaven ocupats pels seus propietaris, 12 estaven llogats i ocupats pels llogaters i 2 estaven cedits a títol gratuït; 4 tenien una cambra, 12 en tenien dues, 22 en tenien tres, 30 en tenien quatre i 49 en tenien cinc o més. 97 habitatges disposaven pel capbaix d'una plaça de pàrquing. A 59 habitatges hi havia un automòbil i a 45 n'hi havia dos o més.

### Piràmide de població
La piràmide de població per edats i sexe el 2009 era:
| Homes | Edats   | Dones |
| ----- | ------- | ----- |
| 0     | 95 o +  | 0     |
| 4     | 90 a 94 | 0     |
| 4     | 85 a 89 | 16    |
| 8     | 80 a 84 | 4     |
| 4     | 75 a 79 | 8     |
| 16    | 70 a 74 | 4     |
| 8     | 65 a 69 | 8     |
| 0     | 60 a 64 | 0     |
| 4     | 55 a 59 | 0     |
| 8     | 50 a 54 | 12    |
| 0     | 45 a 49 | 4     |
| 12    | 40 a 44 | 8     |
| 4     | 35 a 39 | 12    |
| 12    | 30 a 34 | 4     |
| 16    | 25 a 29 | 24    |
| 0     | 20 a 24 | 8     |
| 0     | 15 a 19 | 4     |
| 0     | 10 a 14 | 8     |
| 12    | 5 a 9   | 4     |
| 12    | 0 a 4   | 4     |

## Economia
El 2007 la població en edat de treballar era de 156 persones, 95 eren actives i 61 eren inactives. De les 95 persones actives 90 estaven ocupades (49 homes i 41 dones) i 5 estaven aturades (2 homes i 3 dones). De les 61 persones inactives 26 estaven jubilades, 10 estaven estudiant i 25 estaven classificades com a «altres inactius».

### Ingressos
El 2009 a Chaumussay hi havia 108 unitats fiscals que integraven 230 persones, la mediana anual d'ingressos fiscals per persona era de 15.044,5 €.

### Activitats econòmiques
Dels 12 establiments que hi havia el 2007, 2 eren d'empreses de fabricació d'altres productes industrials, 3 d'empreses de construcció, 4 d'empreses de comerç i reparació d'automòbils, 1 d'una empresa de transport, 1 d'una empresa de serveis i 1 d'una entitat de l'administració pública.
Dels 3 establiments de servei als particulars que hi havia el 2009, 1 era un guixaire pintor i 2 lampisteries.
L'únic establiment comercial que hi havia el 2009 era una adrogueria.
L'any 2000 a Chaumussay hi havia 20 explotacions agrícoles que ocupaven un total de 1.120 hectàrees.

## Equipaments sanitaris i escolars
El 2009 hi havia una escola elemental integrada dins d'un grup escolar amb les comunes properes formant una escola dispersa.

## Poblacions més properes
El següent diagrama mostra les poblacions més properes.